# Micheli-Tulpe
Die Micheli-Tulpe (Tulipa micheliana) ist eine Pflanzenart aus der Gattung der Tulpen (Tulipa) in der Familie der Liliengewächse (Liliaceae). Von POWO wird sie als Varietät Tulipa undulatifolia var. micheliana angesehen.

## Merkmale
Die Micheli-Tulpe ist eine ausdauernde Zwiebelpflanze, die Wuchshöhen von 15 bis 40 (60) Zentimeter erreicht. Die Zwiebelhüllen sind innen und besonders am Grund und an der Spitze dicht behaart. Die Blütenhüllblätter sind (2,5) 5 bis 10 (15) Zentimeter lang und an der Oberseite lackglänzend johannisbeerrot. Ihr Basalfleck ist violettschwarz, schmal und ein Drittel bis ein Halb so lang wie die Blütenhüllblätter.
Die Blütezeit liegt im April, manchmal reicht sie bis Mai.

## Vorkommen
Die Micheli-Tulpe kommt in Nordwest-Pamir, Kopet-Dagh und Nord-Iran in Wacholder-Dorngebüsch und Wermut-Annuellen-Halbwüsten auf steinigen lehmigen Hängen, Kalk und Sand in Höhenlagen von (350) 900 bis 2200 Meter vor. Sie hat Vorkommen im nordöstlichen Iran, in Tadschikistan, Turkmenistan und Usbekistan.

## Taxonomie
Die Micheli-Tulpe wurde 1902 von Johannes Marius Cornelis Hoog in Gardeners' Chronicle Serie 3, Band 31, Seite 350 als Tulipa micheliana erstbeschrieben. Synonyme sind Tulipa undulatifolia var. micheliana (Hoog) Wilford und Tulipa eichleri var. micheliana (Hoog) Raamsd. Benannt ist die Micheli-Tulpe nach dem Botaniker Marc Micheli (1844–1902) von Genf, der in seinem Garten eine bedeutende Sammlung von Tulpen besaß.

## Nutzung
Die Micheli-Tulpe wird selten als Zierpflanze für Rabatten und Steingärten genutzt. Die Art ist ungefähr seit 1900 in Kultur.